# Danger
Franck Rivoire, bedre kendt som Danger, er en technoproducer fra Frankrig.